# Оси (княжество)
Княжество Оси (яп. 忍藩 Оси-хан) — феодальное княжество (хан) в Японии периода Эдо (1590—1871), в провинции Мусаси региона Токайдо на острове Хонсю (современная префектура Сайтама).

## Краткая история
Административный центр княжества: замок Оси в провинции Мусаси
Доход хана:
- 1590—1592 годы — 10 000 коку риса
- 1592—1600 годы — 100 000 коку
- 1633—1639 годы — 33 000 коку риса
- 1639—1823 годы — 50 000->60 000->80 000->100 000 коку
- 1823—1871 годы — 100 000 коку риса

Княжество Оси было создано в 1590 году. Первым правителем домена стал Мацудайра Иэтада из ветви Мацудайра-Фукодзу (1555—1600), вассал Токугава Иэясу, участвовавший в его многочисленных военных походах. В 1592 году Мацудайра Иэтада был переведён в Омигава-хан (провинция Симоса).
В 1592-1600 годах княжеством владел Мацудайра Тадаёси (1580—1607), четвёртый сын будущего японского сёгуна Токугава Иэясу. В 1600 году он был переведён отцом в Киёсу-хан (провинция Овари).
В 1633-1639 годах Оси-хан принадлежал Мацудайре Нобуцуне (1596—1662), сыну Окоти Хисацуны, старшего вассала Токугава Иэясу. В 1639 году он получил во владение Кавагоэ-хан в провинции Мусаси.
С 1639 по 1823 год княжеством владел род Абэ. В 1639 году в Оси-хан был переведён Абэ Тадааки (1602—1675), бывший правитель Мибу-хана в провинции Симоцукэ. Его потомки владели доменом до 1823 года. В 1823 году 9-й даймё Абэ Масанори (1806—1823), правивший в 1808-1823 годах, был переведён в Сиракава-хан в провинции Муцу.
В 1823-1871 годах Оси-хан принадлежал роду Мацудайра (ветвь Окудайра), боковой линии сёгунской династии Токугава. В 1823 году из Кувана-хана в княжество Оси был переведён Мацудайра Тадатака (1801—1864). Его потомки владели доменом вплоть до 1871 года.
Оси-хан был ликвидирован в 1871 году.

## Правители княжества
- Род Мацудайра (ветвь Фукодзу), 1590—1592 (фудай-даймё)

| № | Имя              | Имя       | Годы правления | Годы жизни  | Примечания                     |
| - | ---------------- | --------- | -------------- | ----------- | ------------------------------ |
| 1 | Мацудайра Иэтада | 松平 家忠 | 1590 — 1592    | 1555 — 1600 | Старший сын Мацудайры Корэтады |

- Род Мацудайра (ветвь Тодзё), 1592—1600 (симпан-даймё)

| № | Имя               | Имя      | Годы правления | Годы жизни  | Примечания                          |
| - | ----------------- | -------- | -------------- | ----------- | ----------------------------------- |
| 1 | Мацудайра Тадаёси | 松平忠吉 | 1592 — 1600    | 1580 — 1607 | Четвертый сын сёгуна Токугава Иэясу |

- Род Мацудайра (ветвь Нагасава-Окоти), 1633—1639 (фудай-даймё)

| № | Имя                | Имя       | Годы правления | Годы жизни  | Примечания                                                            |
| - | ------------------ | --------- | -------------- | ----------- | --------------------------------------------------------------------- |
| 1 | Мацудайра Нобуцуна | 松平 信綱 | 1633 — 1639    | 1596 — 1662 | Второй сын Окоти Хисацуны (1570—1636), усыновлён Мацудайрой Масацуной |

- Род Абэ, 1639—1823 (фудай-даймё)

| № | Имя          | Имя       | Годы правления | Годы жизни  | Примечания                                                             |
| - | ------------ | --------- | -------------- | ----------- | ---------------------------------------------------------------------- |
| 1 | Абэ Тадааки  | 阿部 忠秋 | 1639 — 1671    | 1602 — 1671 | Сын Абэ Тадаёси                                                        |
| 2 | Абэ Масаёси  | 阿部 正由 | 1671 — 1677    | 1627 — 1685 | Сын Абэ Масадзуми (1593—1628) и внук Абэ Масацугу                      |
| 3 | Абэ Масатакэ | 阿部正武  | 1677 — 1704    | 1649 — 1704 | Старший сын и преемник Абэ Масаёси                                     |
| 4 | Абэ Масатака | 阿部正喬  | 1704 — 1748    | 1672 — 1750 | Старший сын Абэ Масатакэ                                               |
| 5 | Абэ Масатика | 阿部正允  | 1748 — 1780    | 1716 — 1780 | Сын хатамото Абэ Масахару и внук Абэ Масатакэ, усыновлён Абэ Масатакой |
| 6 | Абэ Масатоси | 阿部正敏  | 1780 — 1787    | 1730 — 1787 | Четвертый сын 4-го даймё Абэ Масатаки                                  |
| 7 | Абэ Масацунэ | 阿部正識  | 1787 — 1796    | 1764 — 1803 | Сын и преемник Абэ Масатоси                                            |
| 8 | Абэ Масаёси  | 阿部正由  | 1796 — 1808    | 1769 — 1808 | Сын Токугавы Мунэмасы, усыновлён Абэ Масацунэ                          |
| 9 | Абэ Масанори | 阿部正権  | 1808 — 1823    | 1806 — 1823 | Второй сын и преемник Абэ Масаёси                                      |

- Род Мацудайра (ветвь Сакураи), 1823—1871 (симпан-даймё)

| № | Имя                 | Имя                     | Годы правления | Годы жизни  | Примечания                                         |
| - | ------------------- | ----------------------- | -------------- | ----------- | -------------------------------------------------- |
| 1 | Мацудайра Тадатака  | 松平忠堯                | 1823 — 1828    | 1801 — 1864 | Старший сын и преемник Мацудайры Тадасукэ          |
| 2 | Мацудайра Тадасато  | 松平忠彦                | 1838 — 1841    | 1805 — 1841 | Третий сын Мацудайры Тадасукэ                      |
| 3 | Мацудайра Тадакуни  | 松平忠国 (武蔵国忍藩主) | 1841 — 1863    | 1815 — 1868 | Четвертый сын Мацудайры Тадасукэ                   |
| 4 | Мацудайра Тададзанэ | 松平忠誠 (武蔵国忍藩主) | 1863 — 1869    | 1840 — 1869 | Приемный сын Мацудайры Тадакуни                    |
| 5 | Мацудайра Таданори  | 松平忠敬                | 1869 — 1871    | 1855 — 1919 | Сын Уэсуги Наринори, усыновлён Мацудайры Тададзанэ |